# Râul Curătura
Râul Curătura este un curs de apă, afluent al râului Barcău. 